# Dodge Spirit
Dodge Spirit — четырёхдверный седан среднего класса, производившийся с 1989 по 1995 год американскими компаниями Dodge и Chrysler. Вытеснен с конвейера моделью Dodge Stratus.

## История
Впервые автомобиль Dodge Spirit был представлен в январе 1989 года. Автомобиль производился в Ньюарке, Толуке-де-Лердо и Валенсии.
В Венесуэле автомобиль назывался Chrysler LeBaron, в Мексике — Plymouth Acclaim. Экспортное название автомобиля — Chrysler Saratoga.
С 1991 года автомобиль оснащался антиблокировочной системой.
В 1993 году был проведён фейслифтинг.
Производство завершилось в 1995 году.

## Модификации
- Dodge Spirit LE.
- Dodge Spirit ES.
- Dodge Spirit R/T[4].

## Продажи вСША
| Год   | Продано |
| ----- | ------- |
| 1989  | 68661   |
| 1990  | 99319   |
| 1991  | 97242   |
| 1992  | 78719   |
| 1993  | 62951   |
| 1994  | 42443   |
| 1995  | 12991   |
| Итого | 462326  |

## Галерея

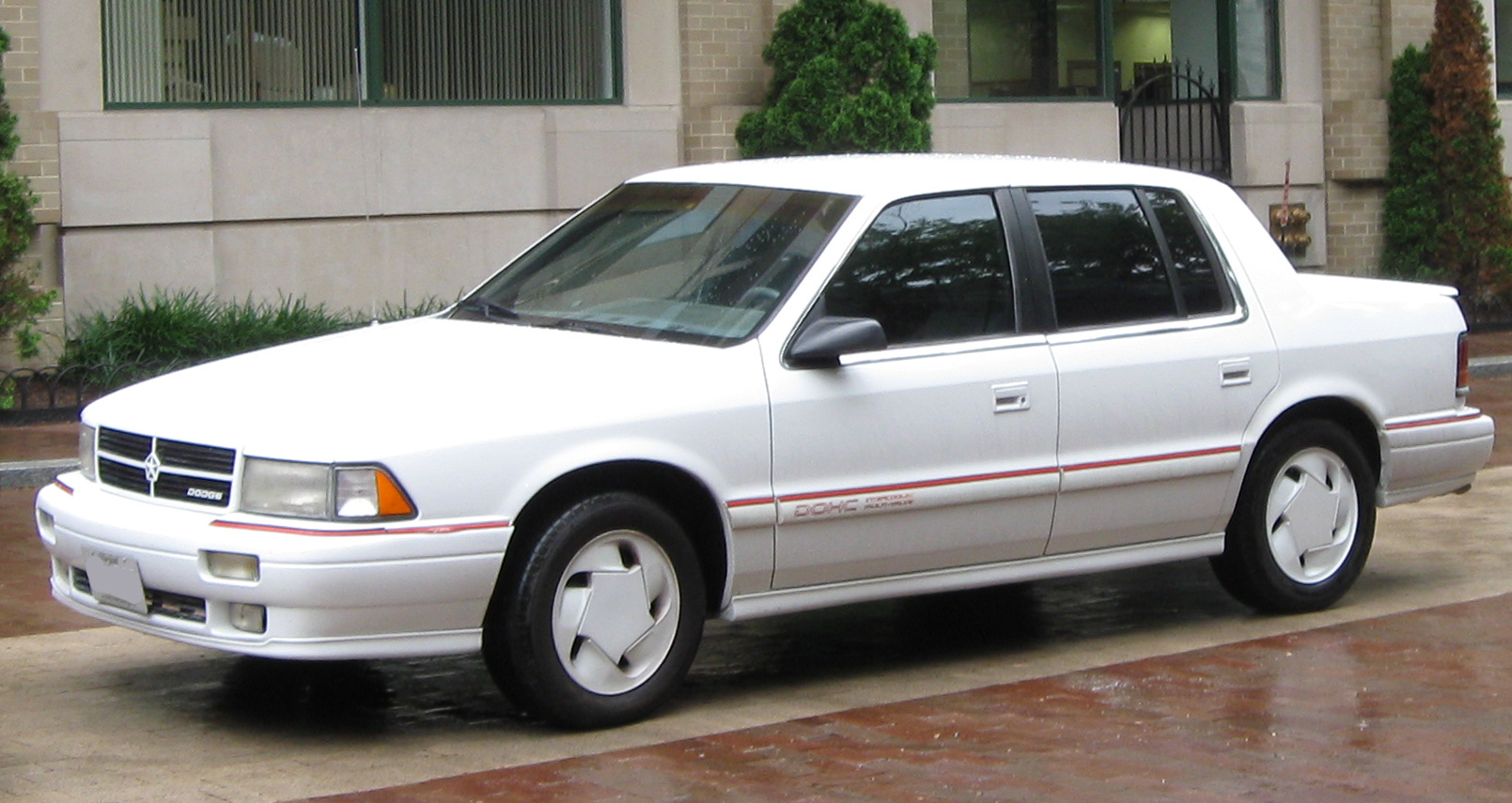
Dodge Spirit RT
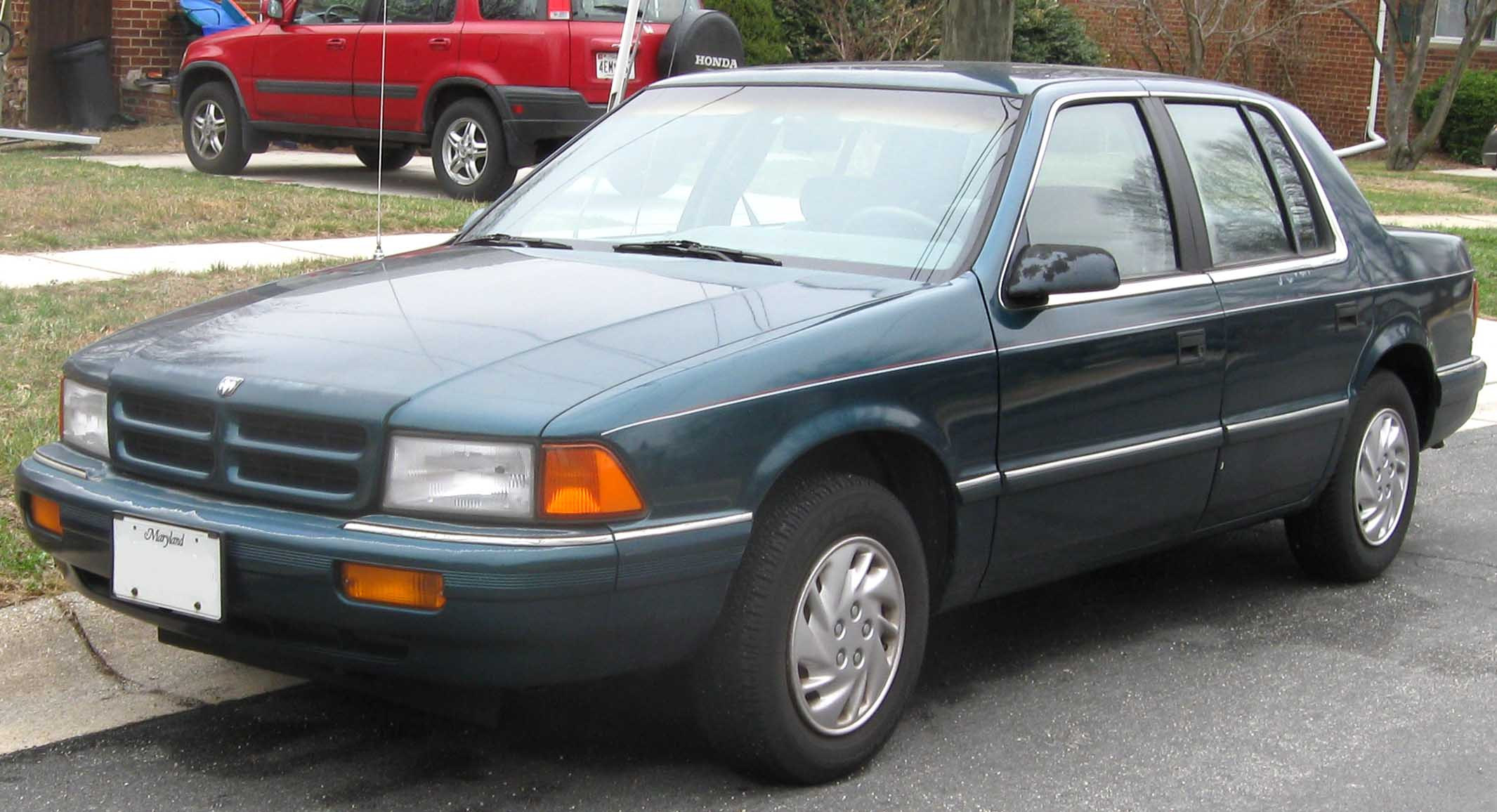
Dodge Spirit
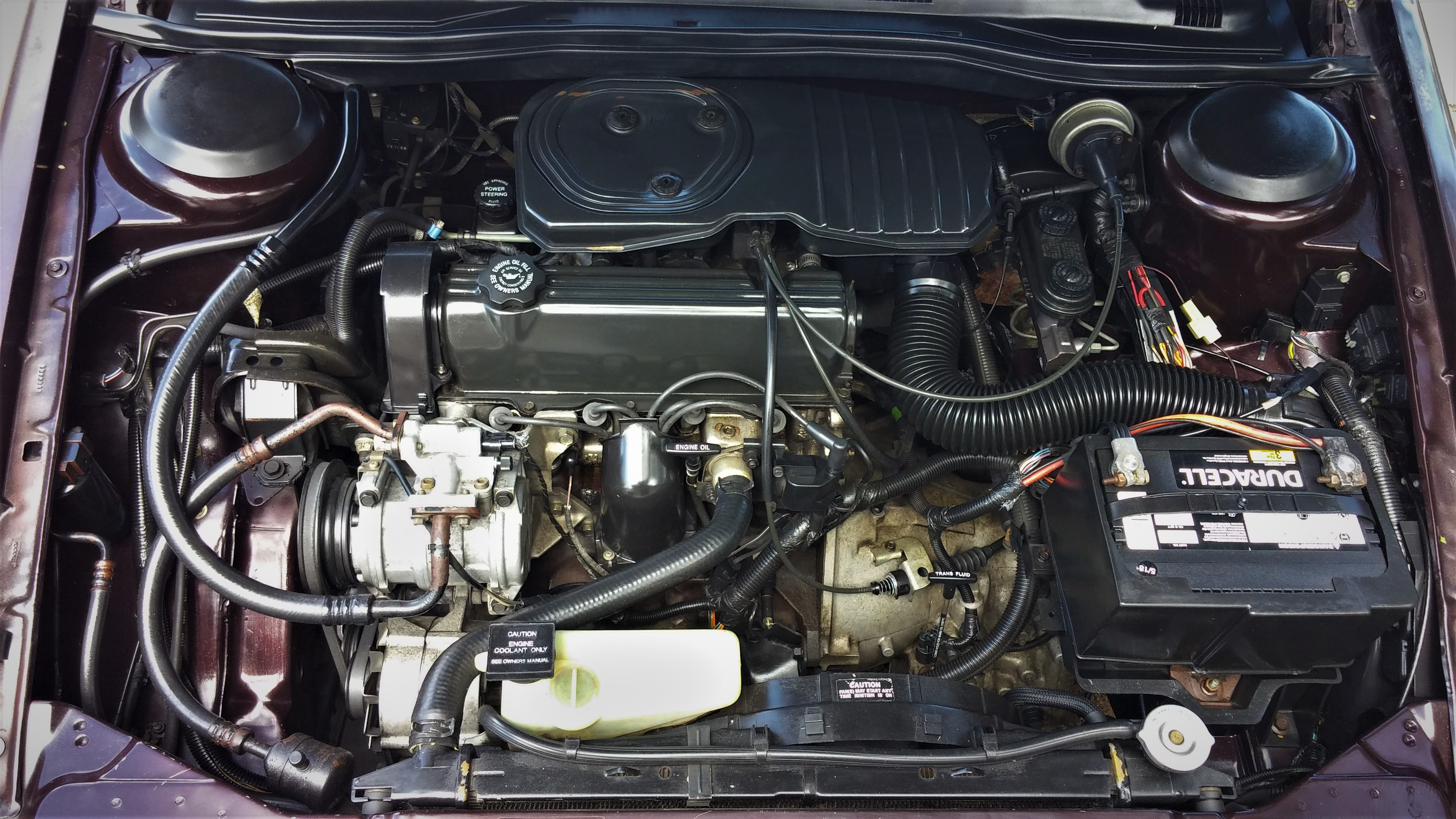
Двигатель автомобиля
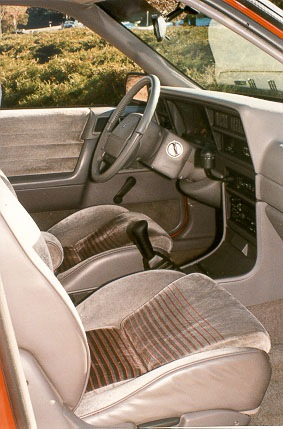
Место водителя
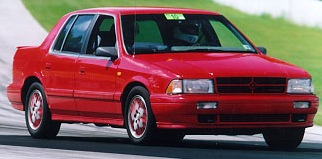
Dodge Spirit RT на трассе Роуд Америка
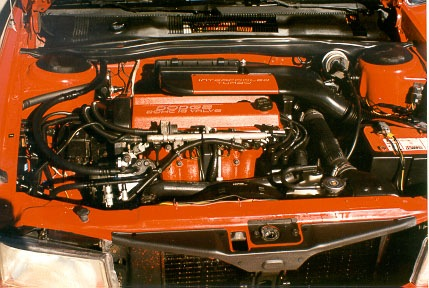
Двигатель Dodge Spirit RT
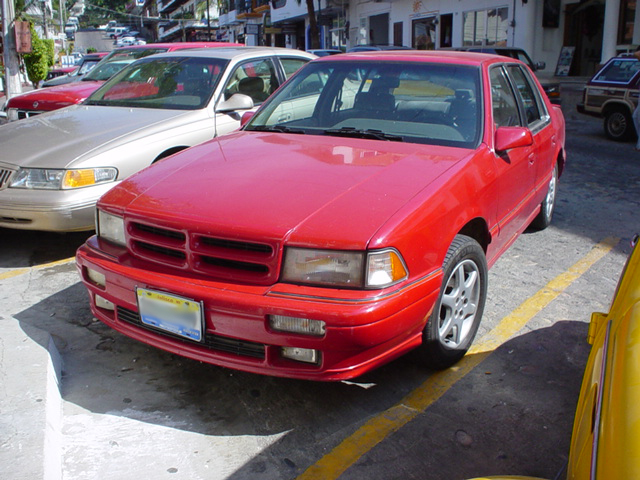
Chrysler Spirit R/T
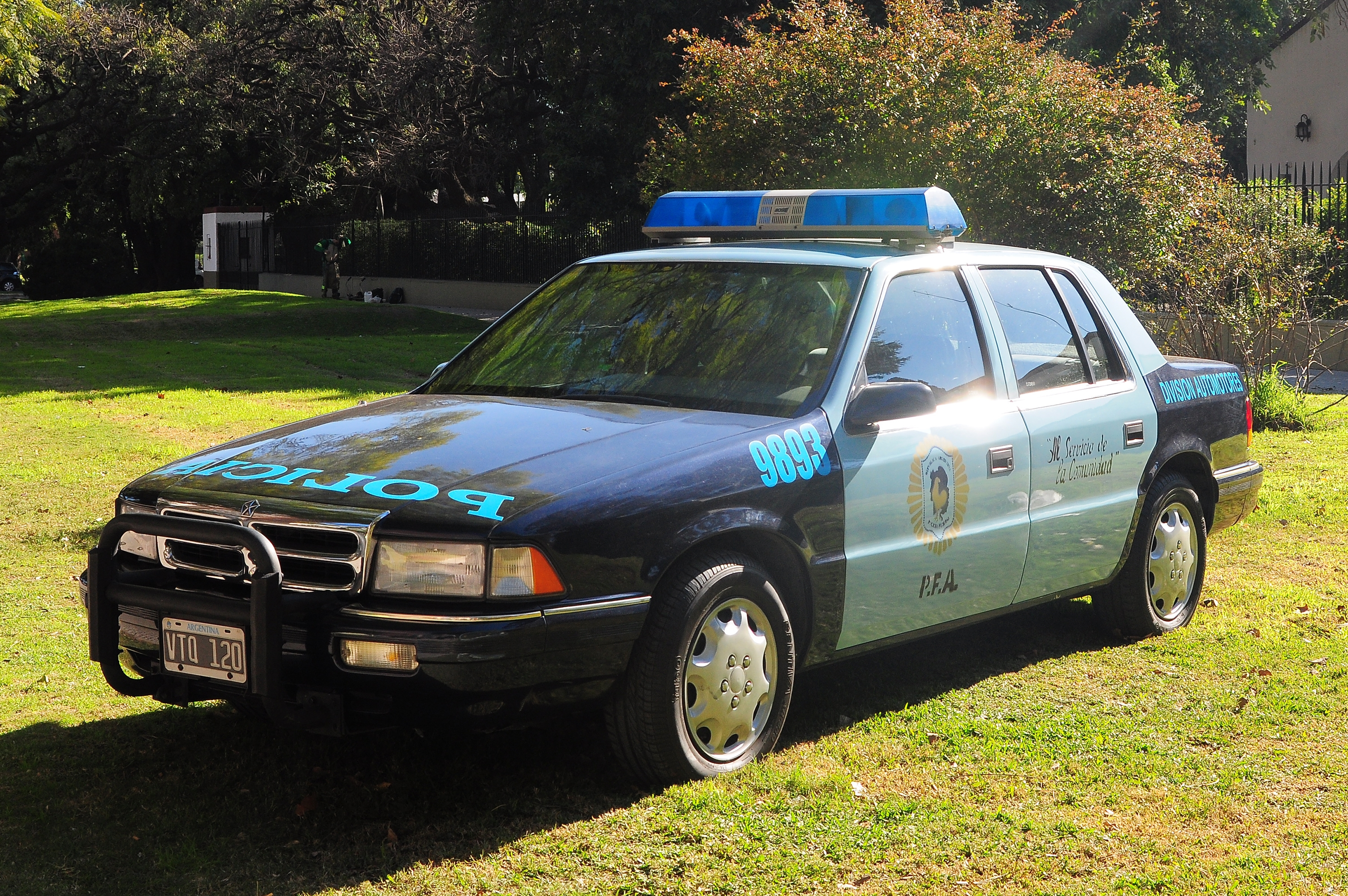
Автомобиль полиции